# Kristian Nippes
Kristian Nippes (* 11. Februar 1988 in Solingen) ist ein deutscher Handballspieler. Der Linkshänder spielt im rechten Rückraum.

## Karriere
Nippes spielte in der Handball-Bundesliga überwiegend beim Bergischen HC, wo er auch seine Handballkarriere begann, und war dort Kapitän. Von 2009 bis 2011 spielte er beim DHC Rheinland, kehrte aber auf Grund der insolvenzbedingten Vertragsauflösung am 14. Februar 2011 zum Bergischen HC zurück. Nach der Saison 2019/20 beendete er seine Profikarriere. Daraufhin schloss er sich der 2. Mannschaft des BHC an.
Kristian Nippes wurde in seiner Heimatstadt Solingen zum Sportler des Jahres 2009 und 2019 gewählt.
Für die Jugend- und Juniorennationalmannschaft bestritt Nippes insgesamt 47 Länderspiele. 2009 wurde er mit Deutschland Junioren-Weltmeister. Mit der A- und B-Jugend des Bergischen HC wurde er Deutscher Meister. Während der Saison 2009/10 wurde er erstmals für die deutsche B-Nationalmannschaft nominiert.
Nippes ist gelernter Groß- und Außenhandelskaufmann. Sein älterer Bruder Stefan Nippes (* 1986) spielte ebenfalls Handball.